# Поповці (Видем)
Поповці (словен. Popovci) — поселення в общині Видем, Подравський регіон‎, Словенія.